# Glenburn (Maine)
Glenburn è un comune degli Stati Uniti d'America, situato nello Stato del Maine, nella contea di Penobscot.